# Римбах (Оденвалд)
Римбах (њем. Rimbach) општина је у њемачкој савезној држави Хесен. Једно је од 22 општинска средишта округа Бергштрасе. Према процјени из 2010. у општини је живјело 8.595 становника. Посједује регионалну шифру (AGS) 6431019.

## Географски и демографски подаци
Римбах се налази у савезној држави Хесен у округу Бергштрасе. Општина се налази на надморској висини од 174 метра. Површина општине износи 23,2 km². У самом мјесту је, према процјени из 2010. године, живјело 8.595 становника. Просјечна густина становништва износи 371 становника/km².

## Међународна сарадња
| Мјесто | Држава               | Врста сарадње | Од    |
| ------ | -------------------- | ------------- | ----- |
| Колвич | Уједињено Краљевство | партнерство   | 1982. |
|        | Француска            | партнерство   | 1982. |
| Извор  |                      |               |       |